# Melonycteris fardoulisi
Il pipistrello dei fiori di Fardoulis (Melonycteris fardoulisi Flannery, 1993) è un pipistrello appartenente alla famiglia degli Pteropodidi, diffuso nelle Isole Salomone.

## Descrizione

### Dimensioni
Pipistrello di medie dimensioni, con lunghezza dell'avambraccio tra 52,4 e 64,6 mm, la lunghezza della testa e del corpo tra 83,1 e 91 mm.

### Aspetto
Il colore del dorso è bruno cannella, mentre le parti ventrali variano dal grigiastro al bruno-grigiastro. Le orecchie e i piedi sono neri, ricoperti densamente di piccole macchie rosa. Anche le membrane alari sono nere ma con le macchie rosa distribuite soltanto lungo l'avambraccio e le falangi. Il muso è lungo, affusolato e leggermente ricoperto di peli. Gli artigli sono marroni scuri, il secondo dito della mano ne è sprovvisto. È privo di coda mentre l'uropatagio è ridotto ad una sottile membrana lungo la parte interna degli arti inferiori. I maschi sono più scuri e più grandi delle femmine. Le sottospecie si distinguono dal colore della pelliccia e dalle dimensioni. M.f. maccoyi è la più grande mentre M.f. mengermani è la più piccola.

## Distribuzione e habitat
Questa specie è diffusa nelle Isole Salomone.
Vive nelle foreste di pianura, foreste primarie tropicali montane, ed in aree disturbate fino a 1.270 metri di altitudine.

## Tassonomia
Sono state riconosciute 4 sottospecie:
- M.f.fardoulisi: Makira;
- M.f.maccoyi (Flannery, 1993): Malaita;
- M.f.mengermani (Flannery, 1993): Vella Lavella, Kolombangara, Nuova Georgia, Vangunu. Probabilmente anche le Isole Russell;
- M.f.schouteni (Flannery, 1993): Guadalcanal.

## Conservazione
La IUCN Red List, considerato la popolazione numerosa e l'adattamento ad habitat degradati, classifica M. fardoulisi come specie a rischio minimo (Least Concern)).